# Voo à vela
Voo à vela, voo sem motor ou voo planado, às vezes designado como planadorismo, é a atividade do voo em planadores, um ramo da aviação desportiva praticada desde os primórdios da aviação.

## Descrição
Teve desenvolvimento acentuado no período de 1920 a 1940 na Alemanha, se tornando uma atividade altamente competitiva e tecnologicamente avançada.
O planador foi o primeiro tipo de aeronave a fazer uso em larga escala de materiais compostos para sua construção já na década de 1960, além de fomentar o desenvolvimento cada vez mais refinado de aerodinâmica avançada e eletrônica embarcada.
Os primeiros computadores eletrônicos de planeio surgiram nos anos 1970, e já em 1992 teve início o uso de aparelhos rece(p)tores de GPS's portáteis nos cockpits de planadores de competição. Em 1995 o uso de GPS já era generalizado nesse esporte ao redor do mundo, inclusive no Brasil, tanto com GPS's portáteis como também com os chamados Flight Data Recorders (FDR) ou Registadores de voo GPS acoplados aos computadores eletrônicos de planeio.
| |                                                          |                       |                                   |
| Lilienthal Normalsegelapparat, planador de Otto Lilienthal, o primeiro a realizar voos planados com sucesso (Alemanha, 1895). | Pedaliante, aeronave de propulsão humana (Itália, 1936). | NN-2 (Polônia, 1931). | Neiva B "Monitor" (Brasil, 1945). |

## Modalidades de Voo
Térmicas - Embora existam muitas modalidades de voo sem motor, a mais comum é esta que utiliza as correntes ascendentes de origem convectiva para incrementar ou manter sua altitude. O voo em térmicas é também a modalidade mais utilizada pelas grandes aves, como os urubus, cegonhas, condores, albatrozes, águias e gaviões para deslocamentos a grandes distâncias desde tempos imemoriais.
Voo de colina - Em que o piloto utiliza o vento que vai de encontro a uma colina (chamado de corrente orográfica), subindo e elevando consigo o planador. Esse voo é sempre realizado a barlavento da colina, pois do outro lado a corrente de ar é descendente. (Veja o artigo: voo de colina). Essa modalidade é usada também pelas aves em geral.
Onda estacionária - Em que se alcançam altitudes muito elevadas nas quais se podem atingir distâncias realmente grandes. O atual recorde mundial de distância de 3009 km foi batido nestas condições, na região dos Andes Argentinos em 2003.
Voo dinâmico - Executada principalmente por certas aves marinhas como o albatroz, esta modalidade aproveita o diferencial de energia criado pela zona de atrito entre diferentes massas de ar. Experimentada em planador nos anos 80 pelo piloto australiano Ingo Renner, esta modalidade ainda é muito pouco explorada pela comunidade volovelística, mas novos projetos de planador visam contemplá-la.
| | | |                                                                                        |
| Térmicas: circulação das correntes de ar ascendentes e descendentes causada pelo aquecimento da superfície terrestre. | Voo de colina: Forma como um planador utiliza a corrente de ar ascendente que incide numa elevação do solo para decolar. | Onda estacionária: O vento flui em direção a uma montanha e produz uma primeira oscilação (A) seguida de mais ondas. As ondas seguintes terão menor amplitude devido ao amortecimento natural. Nuvens lenticulares presas no topo do fluxo (A) e (B) parecerão imóveis apesar do vento forte. | Voo dinâmico: Animação que mostra como os planadores ganham velocidade em voo dinâmico |

## No Brasil

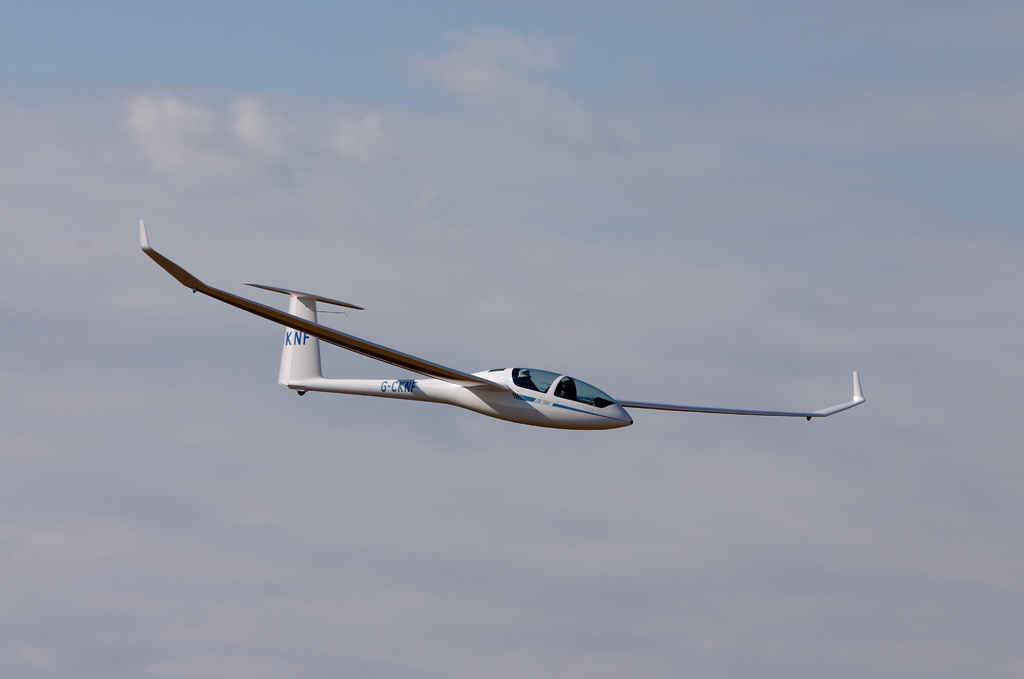
Moderno planador DG-1000

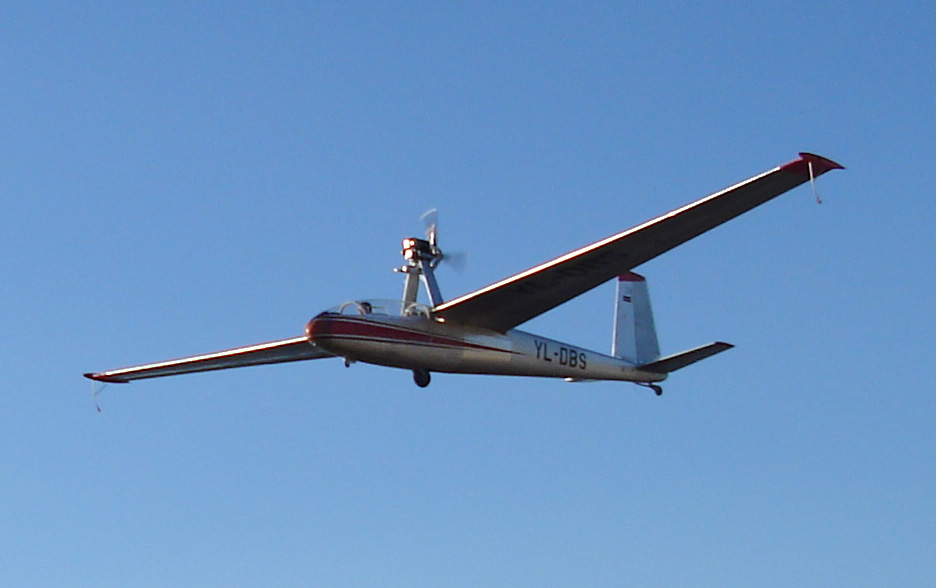
Motoplanador LET L-13 Blaník.

O Voo em Térmicas é a modalidade mais difundida no Brasil e no mundo.
Embora não seja um esporte de massa, o voo à vela no Brasil é mais difundido nas regiões Sul, Sudeste e Centro-Oeste.
Em termos meteorológicos, as melhores condições para voos de distância no Brasil estão nas seguintes áreas:
Noroeste do Rio Grande do Sul; Centro e Norte do Estado de São Paulo; Planalto Central ( Formosa e Luziânia, GO). Na região Nordeste do Brasil, é o sul do Ceará e Piauí, oeste de Pernambuco e Oeste da Bahia, em especial a região do chamado Espigão mestre, cujo coração é a cidade de Luis Eduardo Magalhães-BA, onde existem as melhores condições do país. Essa cidade, conhecida também como "LEM", sedia o único clube de planadores no Nordeste do Brasil e realizou com sucesso o Campeonato Brasileiro de 2010.
Pilotos de outras regiões do país costumam organizar expedições volovelísticas anuais para explorar as áreas mais remotas do Nordeste onde não existem clubes. Em uma destas, foi batido o último recorde nacional de distância, com mais de 1000 km voados pelo piloto Thomas Milko, do Aeroclube Politécnico de Planadores, Jundiaí no ano de 2002, permanecendo por enquanto o maior voo feito em território nacional.
É no Estado de São Paulo que concentra-se o maior número de clubes e praticantes, onde também foram batidos a maior quantidade de records de distância e velocidade ao longo dos anos.
O Aeroclube Politécnico de Planadores, Jundiaí é o mais antigo clube do país, fundado em 1934, dedicado apenas ao voo à vela. Os aeroclubes mais ativos no esporte incluem também os Aeroclubes de Bauru, São José dos Campos, Rio Claro, Tatuí, Marília, Academia da Força Aérea e o de Bebedouro em SP, este último tradicional sede dos campeonatos brasileiros; Ponta Grossa e Balsa Nova no PR; Formosa e Luziânia no planalto Central, GO; Palmeira das Missões, RS; Blumenau, Rio Negrinho e São Miguel do Oeste em SC; Aeroclube de Lavras em Lavras, Aeroclube Mineiro de Planadores em Pará de Minas e Juiz de Fora, MG, entre tantos outros.
Em Portugal é no Sul que se voa com mais regularidade, mais precisamente em Évora.
A indústria aeronáutica brasileira também desenvolveu alguns planadores, entre eles: Neivão, BN-1, Quero-Quero, Urupema, Nhapecan e P1.

## II Guerra Mundial
Durante a Segunda Guerra Mundial os planadores foram utilizados para transporte de tropas e veículos em invasões, como na batalha da Normandia; tal como no transporte de comandos, espiões, e mantimentos para dentro das linhas inimigas.
|                             |                                                 |                                 |                       |
| Kokusai Ku-7 (Japão, 1942). | General Aircraft Hamilcar (Reino Unido - 1942). | Lombarda AL-12P (Itália, 1943). | Atlantis (EUA, 1985). |